# Razzia's van Meensel-Kiezegem

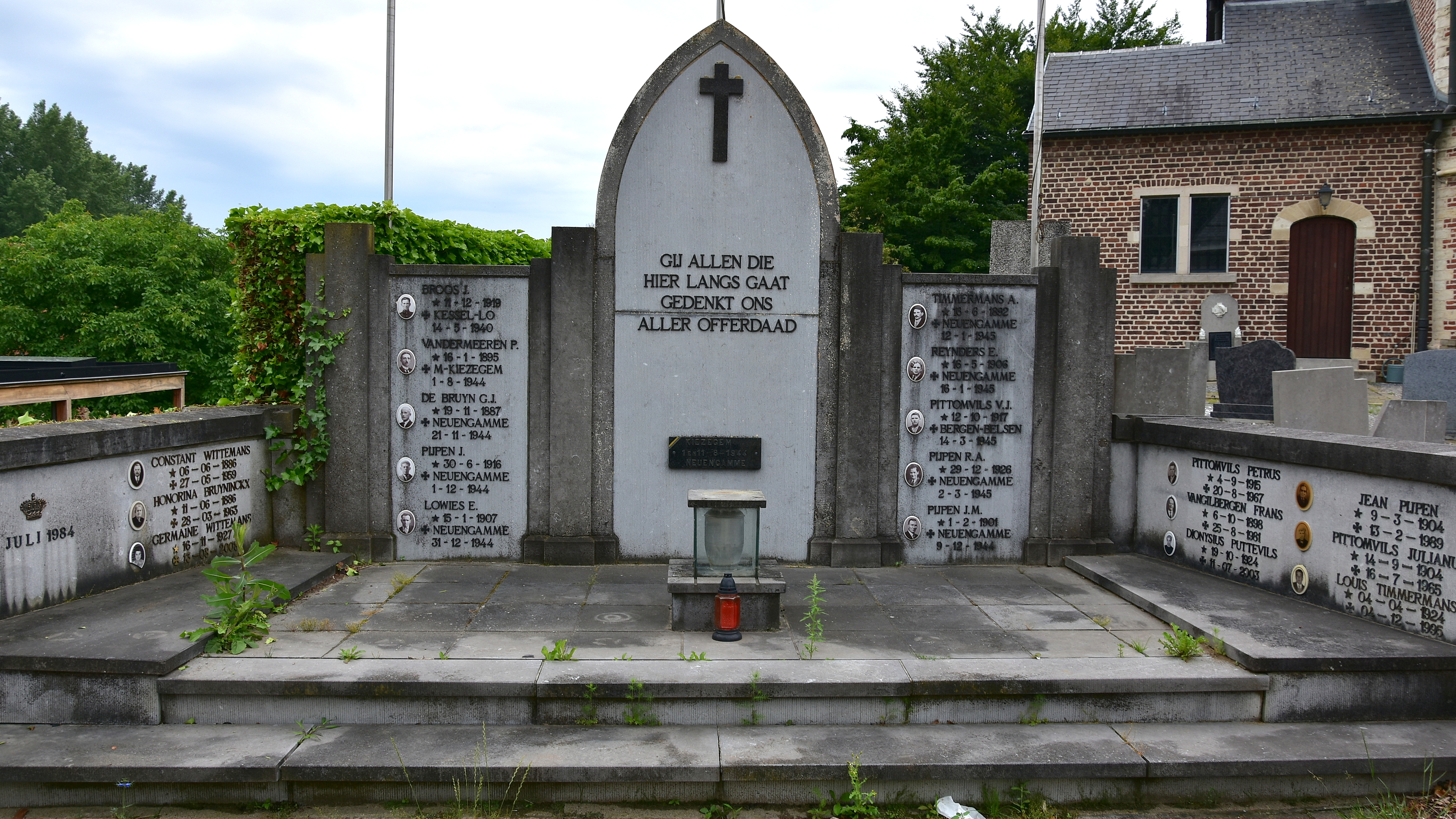
Monument voor de slachtoffers bij de Sint-Pieterskerk te Kiezegem

De twee razzia's van Meensel-Kiezegem waren een collectieve vergelding gepleegd door Duitse bezetters en Vlaamse collaborateurs in augustus 1944 als antwoord op een liquidatie door weerstanders uit Leuven. Vier dorpelingen zijn bij de razzia's ter plekke doodgeschoten en 63 gedeporteerden vonden de dood in kampen. Geen van allen had deel gehad aan de liquidatie.

## Gebeurtenissen

### Context
Met de nakende bevrijding vervingen de Duitsers in juli 1944 de Militärverwaltung in België door een hardere Zivilverwaltung, geleid door rijkscommissaris Joseph Grohé en SS- und Polizeiführer Richard Jungclaus. Anton Burger kwam de deportaties naar vernietigingskampen opdrijven en de represailles tegen de steeds driestere verzetsacties werden buitensporiger. Onder de collaborateurs heerste grote nervositeit.
De verzetsactiviteit in Meensel-Kiezegem vond vooral plaats in het dorp Meensel, waar onder meer een groep van de Nationale Koninklijke Beweging (NKB) actief was, die onderdak verstrekte aan ontsnapte krijgsgevangenen of neergestorte piloten. Kiezegem was eerder in de greep van de collaboratie, met voorop de families van de herenboeren Merckx en Broos. Vader Remy Merckx en zijn zonen waren aangesloten bij het Vlaamsch Nationaal Verbond (VNV) en andere collaborerende organisaties. Geregeld verschenen de zonen gewapend in het openbaar. Vierde zoon Gaston was lokaal de leider van de paramilitaire Fabriekswacht. Ondanks de gespannen situatie in Meensel-Kiezegem, met ook dreigende pamfletten, was het al bij al rustig gebleven. 

### De aanslag op Gaston Merckx
Drie Gewapende Partizanen uit Leuven met de schuilnamen Léon, René en Gilberte fietsten op 30 juli 1944 naar Meensel-Kiezegem. Hoewel hun communistische verzetsbeweging weinig banden had met het dorp, ging het mogelijk om een voorbereide actie tegen Gaston Merckx op basis van informatie die de verzetslui hadden afgeluisterd na de zondagsmis. In elk geval troffen ze bij het gehucht Boekhout de gewapende Merckx, die in het gezelschap van drie hoeveknechten op weg was naar de kermis van Attenrode. Waarschijnlijk wisten ze door bluf zijn identiteitspapieren te bemachtigen. De groep stoof uiteen en de geïdentificeerde Merckx werd, terwijl hij achter een hooimijt zijn revolver schietklaar bracht, doodgeschoten door verzetslid Frans Vranckx, wiens identiteit pas in 2004 bekend zou raken. Merckx' gezellen konden ongehinderd terugkeren.
In de reeks van Maurice Dewilde vertellen getuigen dan weer dat het zou gaan om Partizanen regio Diest die machinegeweren per fiets naar de Partizanengroep Leuven brachten en eerder per toeval op de groep van Gaston Merckx, op weg naar de kermis te Attenrode, stuitten.

### Razzia van 1 augustus
Twee dagen na de moord volgde een eerste vergeldingsactie, wellicht op basis van reeds beschikbare informatie aangebracht door een verklikker. Robert Verbelen en leden van zijn aan de DeVlag gelieerde Veiligheidskorps voerden, samen met tientallen Vlaamse en Duitse SS'ers en SD'ers, een razzia uit in zeven woningen. Ook Jozef Bachot en Fernand Faignaert waren prominent aanwezig, net als drie van de gebroeders Merckx. Drie personen werden zonder vorm van proces neergeschoten: Gust Craeninckx, in wiens schuur soms verzetslieden overnachtten, stationschef Oscar Beddegenoodts, die zelf in het verzet zat, en boer Petrus Vandermeeren, die om zijn zuster ruzie had met de familie Merckx. Vijftien personen, onder wie vier vrouwen, een meisje en een jongetje, werden gearresteerd en naar Leuven gevoerd.

### Razzia van 11 augustus
De begrafenis van Gaston Merckx vond plaats op 3 augustus. Zijn doodsprentje en uitlatingen van moeder Clémentine stelden nog meer "vergelding" in het vooruitzicht. Op 7 augustus gaven SS-Sturmbannführer Hermann Julius Höfle en Tony Van Dyck bevel tot een "zuiveringsactie" in de streek van Meensel-Kiezegem, waar ze een 80-tal "terroristen" en "arbeidsonwilligen" situeerden. Onder het formele gezag van Höfle nam SS-Obersturmführer Robert Verbelen opnieuw het voortouw. Hij had deze keer de Gestapo bij en een konvooi vrachtwagens. Met 350 manschappen, waaronder leden van de Germaansche SS Vlaanderen en de Vlaamse Wacht en een vijftigtal Duitse Feldgendarmen, werd het dorp in de vroege ochtend omsingeld. Drie gevechtsgroepen onder Tony Van Dyck, Jozef Bachot en Jef De Meyer dreven bijna de hele mannelijke bevolking samen op de speelplaatsen van de meisjesschool van Meensel en de jongensschool van Kiezegem. Iedereen moest langs bij de gemaskerde broers Albert en Maurice Merckx, die twee gemartelde NKB'ers aan zich hadden vastgeketend, Prosper Naetens en Alfons Hendrickx. De murw geslagen verzetsleiders moesten van ieder zeggen of hij bij het verzet was of niet, waarbij een neen op agressie botste. In de zoektocht naar de Canadese piloot Edward Blenkinsop werd de hoeve van Jules Schotsmans in brand gestoken. De boer weigerde buiten te komen en bleef in de brand. Blenkinsop stond al op de speelplaats. Net als bij de eerste razzia gingen de mannen van Verbelen speciaal sadistisch tekeer tegen vrouwen. Ze werden – zwanger of niet – ontkleed, geslagen en vernederd. 76 personen, waaronder drie vrouwen, werden gearresteerd en weggevoerd. De meesten hadden weinig of niets met het verzet te maken.

### Concentratiekamp Neuengamme
De geselecteerden werden naar de Gestapo van Leuven gebracht in de Vital Decosterstraat en dan opgesloten in de Centrale Gevangenis. Enige dagen later werden ze naar het Brusselse Gestapohoofdkwartier op de Louizalaan vervoerd en na een korte ondervraging opgesloten in de Gevangenis van Sint-Gillis. 
Van de totale groep van 91 Meenselse gevangenen werden er 85 op transport gezet naar Neuengamme of een van zijn buitenkampen zoals Bergen-Belsen. Dertien van hen werden op 2 september, de dag waarop Brussel werd bevrijd, in extremis in beestenwagons richting Duitsland geduwd met 1400 andere politieke gevangenen. Dankzij de machinist van deze zogenaamde Spooktrein kwamen ze niet verder dan Muizen. De 71 gevangenen die in Neuengamme en buitenkampen terechtkwamen, werden afgebeuld in kleiputten, wapenfabrieken en andere dwangarbeid. Ze stierven meestal door honger, mishandeling en ontbering. Slechts acht van hen kwamen levend terug. 

### Balans
De "zuiveringsactie" leidde tot vier doden ter plekke en 91 gevangenen, onder wie 63 personen uit Meensel en 15 uit Kiezegem. Van de gevangenen zijn er zeven vrijgelaten uit Leuven en Brussel, dertien bevrijd uit de Spooktrein en 71 gedeporteerd naar Neuengamme. Acht gedeporteerden keerden levend terug, naar een dorp met 44 nieuwe weduwen en 112 wezen.

## Gerechtelijke vervolging
De oorlogsmisdadigers van Meensel-Kiezegem maakten zich vóór de bevrijding uit de voeten. Vader en moeder Merckx werden op 23 mei 1946 door de Krijgsraad van Leuven veroordeeld tot levenslang, net als een zoon en een dochter. Ze kwamen vervroegd vrij en keerden niet naar hun dorp terug. De drie voortvluchtige broers Marcel, Albert en Maurice kregen bij verstek de doodstraf maar werden nooit gevonden. Ook kopstukken zoals Verbelen werden nooit gestraft, anders dan in vergelijkbare situaties zoals Courcelles en de Razzia van Putten.
Frans Vranckx bekende in 1947 de moord op Merckx maar werd niet vervolgd. Zijn identiteit kwam pas in 2004 aan het licht.

## Nasleep: moord op Louis Pittomvils
Na de traumatiserende gebeurtenissen werden vele van collaboratie verdachte inwoners gearresteerd. Anderen kregen te maken met plunderingen en brandstichting. In de nacht van 25 op 26 augustus 1945 overvielen acht voormalige leden van de Gewapende Partizanen de 25-jarige pachter Louis Pittomvils. Hoewel geen collaborateur, werd hij doodgeschoten, waarschijnlijk in verband met een dorpsvete. Vier onschuldigen werden in 1949 aangehouden. Toen een assisenjury hen in 1952 veroordeelde, gaf de echte dader in de zaal zich aan. Hij werd echter vrijgesproken door het Hof van Assisen van Brabant.

## Herdenking
Na de oorlog bleef het lange tijd stil rond de zaak. Maurice De Wilde wijdde op 29 april 1988 de vierde aflevering van zijn reeks De tijd der vergelding aan het oorlogsdrama, uitgezonden op BRT.
In Meensel-Kiezegem hielden verschillende verenigingen de herinnering levend. Ze gingen uiteindelijk samen in de Nationale Confederatie van Politieke Gevangenen en Rechthebbenden Meensel-Kiezegem '44. Onder hun impuls opende in 2019 het Museum44.
Auteur Stefaan Van Laere schreef in 2004 samen met de tweelingbroers Frans en Jozef Craeninckx een boek over gebeurtenissen. Hij kreeg voor dit boek de steun van het Fonds Pascal Decroos. Het kreeg in 2019 ter gelegenheid van de 75ste verjaardag van het drama een nieuwe herwerkte editie.

## Documentaire
- Terreur in het dorp (1u46'), deel 4 van De tijd der vergelding (Maurice De Wilde, 1988)